# Jaap Blonk

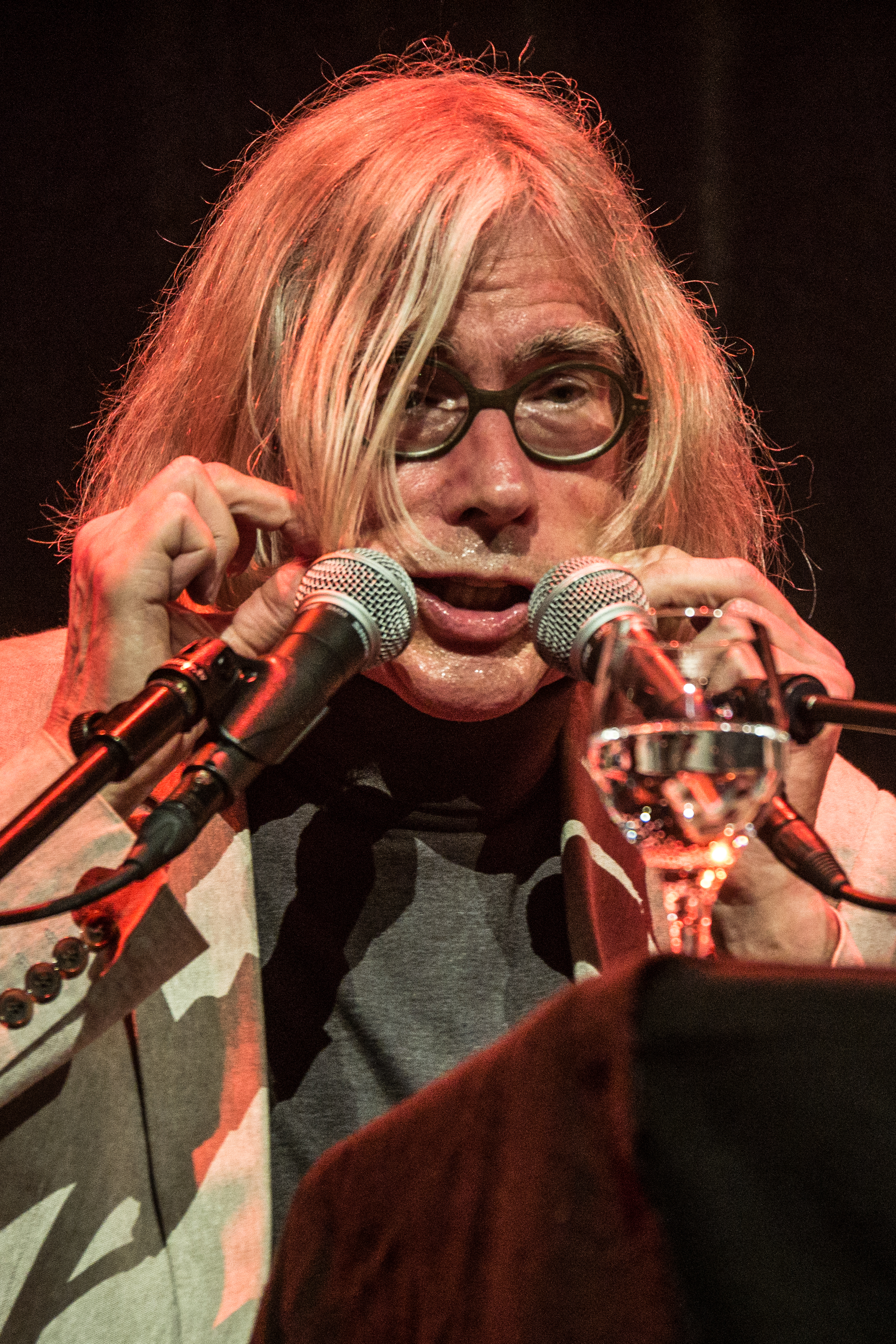
Jaap Blonk beim Moers Festival 2017

Jaap Blonk (* 1953 in Woerden, Niederlande) ist ein niederländischer Komponist, Sänger und Lautpoet.

## Leben und Wirken
Als Musiker ist Blonk Autodidakt. Er studierte Mathematik, Physik und Musikwissenschaft (allerdings ohne Abschluss). Aushilfsarbeiten in – wie Blonk es nennt – well-organized systems wie Büros brachten ihn zu dadaistischen Aktionen. Blonk begann, Saxophon zu spielen, zu komponieren und Lyrik zu rezitieren.
Blonk spezialisierte sich auf Aufführungen von Lautpoesie, wobei er seine Begeisterung für die Improvisation einfließen lässt. Er ist Gründer und Leiter von Splinks, eines 15-köpfigen Ensembles, das im Grenzbereich zwischen Neuer Musik, Computermusik und Free Jazz operiert, und des Avantgarde-Rock-Trios BRAXTAAL, mit dem er zusammen mit Jürgen O. Olbrich und Kommissar Hjuler die LP „Das Kapital“ einspielte. Weiterhin arbeitete er mit Improvisationsmusikern wie Mats Gustafsson, Cor Fuhler, Carl Ludwig Hübsch oder Maja Ratkje zusammen. Mit Paul Dutton, Kōichi Makigami, Phil Minton und David Moss gründete er die Gruppe Five Men Singing, die auf dem Festival in Victoriaville auftrat.
Unter anderem nahm Blonk die dadaistische Ursonate von Kurt Schwitters auf. Die 1986 veröffentlichte Schallplatte, die mitunter als beste Vertonung der Ursonate überhaupt angesehen wird, wurde zunächst durch den Schwitters-Erben Ernst Schwitters verboten und aus dem Verkehr gezogen, woraufhin Blonk eine Audio-Cassette unter dem Pseudonym Reverof Zrem (rückwärts: „Merz forever“; „Merz“ war ein Pseudonym von Kurt Schwitters) als Bootleg in Umlauf brachte. Nach dem Tod von Ernst Schwitters wurde die Aufnahme von 1986 zusammen mit einer 2003 entstandenen weiteren Aufnahme neu aufgelegt. 2013 nahm er mit Damon Smith das Album BPA -4 Hugo Ball: Sechs Laut- und Klanggedichte 1916 (Six Sound Poems, 1916) auf. 2020 legte er mit Jaap Blonk’s Retirement Overdue das Album New Start vor.
Blonk wirkte auf verschiedenen Festivals mit: u. a. Berliner Musikbiennale 1999, Wittener Tage für Neue Kammermusik 2002, Rheinisches Musikfest 2002, Donaueschinger Musiktage 2002. Blonk war Gastlehrer an vielen Institutionen, z. B. der Schule für Dichtung in Wien und der School of the Art Institute of Chicago. Ferner finden Ausstellungen seiner Partituren statt.